# Gilgbach
Der Gilgbach, auch Rauchel genannt, ist ein fünfzehneinhalb Kilometer langer Bach im Vogelsberg.

## Geographie

### Verlauf
Der Gilgbach entspringt im Wald nahe der Ortschaft Feldkrücken (Ortsteil der Gemeinde Ulrichstein), 2 km entfernt von dieser, in ca. 700 Metern Höhe.
Er fließt auf seinem Weg die Berge hinab durch das Gilgbachtal und passiert dabei Schmittmühle, die Langwasser- und Gilgtalhöfe, die Ortschaft Bobenhausen II und die Heuzenmühle. Jetzt hat der Bachlauf mit Höckersdorf das Gebiet der Gemeinde Mücke erreicht.
An der ehemaligen Molkerei bei Groß-Eichen vorbei vereint der Gilgbach sich vor Ilsdorf mit dem Streitbach und fließt nun als Ilsbach bei Flensungen in den Seenbach, welcher bei Merlau in die Ohm mündet.

### Einzugsgebiet
Das 19,62 km² große Einzugsgebiet des Gilgbachs liegt im Hohen, Unteren und Vorderen Vogelsberg und wird über den Ilsbach, den Seenbach, die Ohm, die Lahn und den Rhein zur Nordsee entwässert.
Es grenzt
- im Osten an das der Ohm
- im Südosten an das des Ohmzuflusses Felda und an das des Eisenbachs, einem Zufluss der Lauter, die über die Schlitz in die Fulda entwässert
- und im Süden und Westen an das des Streitbachs.

Das Einzugsgebiet wird von Grünland dominiert.

### Zuflüsse
- Flösserbach [GKZ 258228616] (rechts), 1,2 km
- Laubach[2] [GKZ 258228634] (rechts), 1,2 km
- Igelsbach[3] [GKZ 258228692] (rechts), 2,3 km

## Flusshistorie
Bis ins 20. Jahrhundert wurden im Gilgbachtal zahlreiche Mühlen mit der Wasserkraft des Gilgbaches betrieben.